# Psilotreta kwantungensis
Psilotreta kwantungensis är en nattsländeart som beskrevs av Georg Ulmer 1926. Psilotreta kwantungensis ingår i släktet Psilotreta och familjen böjrörsnattsländor. Inga underarter finns listade i Catalogue of Life.